# Mount Brown, Western Australia
Mount Brown är ett berg i Australien. Det ligger i regionen Roebourne och delstaten Western Australia, omkring 1 200 kilometer norr om delstatshuvudstaden Perth. Toppen på Mount Brown är 141 meter över havet, eller 70 meter över den omgivande terrängen. Bredden vid basen är 4,0 km.
Trakten runt Mount Brown är nära nog obefolkad, med mindre än två invånare per kvadratkilometer..
Omgivningarna runt Mount Brown är i huvudsak ett öppet busklandskap. Genomsnittlig årsnederbörd är 473 millimeter. Den regnigaste månaden är januari, med i genomsnitt 198 mm nederbörd, och den torraste är augusti, med 1 mm nederbörd.